# Дамичи, Ник
Ник Дами́чи (англ. Nick Damici) — американский актёр и сценарист, известный по таким фильмам, как «Малберри-стрит» и «Земля вампиров».

## Ранние годы
Ник Дамичи вырос в Нью-Йорке в местечке «Адская Кухня» (англ. Hell's Kitchen, Manhattan) в 1960-х — начале 1970-х годов. Его отец был барменом, и Дамичи, начиная с 12 лет, иногда подрабатывал в баре. Он имеет итальянские и канарские происхождение.

## Карьера
Наставник Дамичи актёр Майкл Мориарти предложил ему писать сценарии. Однако актёрская игра по-прежнему осталась его главной любовью; в интервью Дамичи описал процесс написания сценария как «одинокую неблагодарную работу». Так как Дамичи постоянно получал только второстепенные роли на телевидении, он решил написать главные роли для себя сам. Дамичи и Джим Микл начали работать вместе в 2001 году; совместно они написали сценарии для четырёх фильмов: «Малберри-Стрит», «Земля вампиров», «Мы такие, какие мы есть» и «Холод в июле». Изначально Дамичи задумывал сценарий фильма «Земля вампиров» как веб-сериал, однако продюсер Ларри Фессенден оказался от него в таком восторге, что решил сделать полнометражный фильм.
В феврале 2013 года Дамичи прошёл кастинг для съёмок фильма Адриана Гарсиа Больяно «Поздние фазы». В этом фильме он сыграл роль слепого ветерана войны, подвергшегося атаке вервольфа.
В 2016 году Дамичи совместно с Джимом Миклом работал над сериалом «Хэп и Леонард».

## Личная жизнь
Дамичи живёт в Нью-Йорке, где его подруга владеет баром. Он поклонник групп в стиле ду-воп.

## Отзывы критиков
Фильм «Земля вампиров» был тепло встречен критикой. Обозреватель журнала «Афиша» Станислав Зельвенский, оценив фильм на 4 балла из 5, назвал его «простым и умным постапокалиптическим роуд-муви», отметил, что «Земля вампиров» «…замечательно, без всяких скидок на бюджет и поджанровое гетто, сделана и придумана» и что «фильм в итоге сворачивает с казалось бы прямой дороги: зомби-хоррор задним числом оказывается романом воспитания, а апокалипсис — школой не выживания, но жизни».
По мнению Макса Милиана, фильм «напоминает насмотренному зрителю сразу все и одновременно ничего», причём режиссёру «удалось превратить заведомый треш-хоррор в человеческую драму, где на первом плане не вампиры пубертатного периода, а живые люди, обладающие своим неповторимым характером». В целом, «положительному восприятию сюжета способствуют не только хорошо сыгранные актерами роли, но и толково использованная музыка, оригинальный грим вампиров и талантливая операторская работа, выполненная в стиле инди-фильмов».
Обозреватель газеты «Ведомости» Олег Зинцов отмечает, что главная тема фильма — это «история взросления, потери и обретения семьи».
Cериал «Хэп и Леонард» также  получил положительные отзывы критиков.

## Фильмография

### Актёр
| Год       |     | Русское название                    | Оригинальное название  | Роль                     |
| --------- | --- | ----------------------------------- | ---------------------- | ------------------------ |
| 1990—2008 | с   | Закон и порядок                     | Law & Order            | офицер Дабек/ Фил Норрис |
| 1998      | ф   | —                                   | Fast Horses            | Дес                      |
| 2002      | ф   | Американский киборг                 | An American Cyborg     | бойфренд-гангстер        |
| 2002      | кор | Мики Ли                             | Mickey Lee             | Мики Ли                  |
| 2002      | кор | —                                   | The Underdogs          | охотник                  |
| 2003      | ф   | Тёмная сторона страсти              | In the Cut             | детектив Ричи Родригес   |
| 2004      | с   | C.S.I.: Место преступления Майами   | CSI: Miami             | детектив Патрик Колтон   |
| 2005      | с   | C.S.I.: Место преступления Нью-Йорк | CSI: NY                | детектив Патрик Колтон   |
| 2006      | ф   | Башни-близнецы                      | World Trade Center     | лейтенант Кассиматис     |
| 2006      | ф   | Малберри-стрит                      | Mulberry Street        | Клатч                    |
| 2007      | с   | Братья Доннелли                     | The Black Donnellys    | Рэй                      |
| 2007      | ф   | Мой самый сексуальный год           | My Sexiest Year        | Рулетка                  |
| 2007      | ф   | —                                   | Never Down             | Огаст                    |
| 2008      | ф   | —                                   | The Caller             | полицейский детектив     |
| 2009      | с   | Жизнь на Марсе                      | Life on Mars           | Бампер                   |
| 2009      | ф   | —                                   | The Don of 42nd Street | Франко                   |
| 2010      | ф   | Земля вампиров                      | Stake Land             | Мистер                   |
| 2012      | ф   | Срочная доставка                    | Premium Rush           | детектив                 |
| 2013      | ф   | Мы такие, какие есть                | We Are What We Are     | шериф Микс               |
| 2013      | ф   | Таинство                            | The Sacrament          | верноподданный           |
| 2014      | ф   | Холод в июле                        | Cold in July           | Прайс                    |
| 2014      | ф   | Поздние фазы                        | Late Phases            | Амброуз Маккинли         |
| 2014      | ф   | Ночь была темна                     | Dark Was the Nigh      | Эрл                      |
| 2015      | ф   | Приговорённые                       | Condemned              | Хублер                   |
| 2016      | ф   | Земля вампиров 2                    | The Stakelander        | Мистер                   |
| 2017      | ф   | —                                   | Man with Van           | Лу                       |
| 2018      | с   | Хэп и Леонард                       | Hap and Leonard        | Дьявол                   |
| 2018      | ф   | —                                   | Blood Conscious        | нзнакомец                |

### Сценарист
- 1998 — Fast Horses
- 2006 — «Малберри-стрит» / Mulberry Street
- 2010 — «Земля вампиров» / Stake Land
- 2013 — «Мы такие, какие есть» / We Are What We Are
- 2014 — «Холод в июле» / Cold in July
- 2016 — «Земля вампиров 2» / The Stakelander
- 2016—н. в. — «Хэп и Леонард» / Hap and Leonard

## Награды и номинации
Фильм «Малберри-стрит» получил награды таких кинофестивалей как:
- 2007 — Кинофестиваль After Dark в Торонто, приз за лучший независимый художественный фильм;
- 2007 — Кинофестиваль фантастических фильмов в Амстердаме, приз «Чёрный тюльпан» / специальное упоминание;
- 2007 — Кинофестиваль Fant-Asia, третье место в конкурсе лучших европейских и североамериканских фильмов[14].

Фильм «Холод в июле» в 2014 году номинировался на гран-при кинофестиваля «Сандэнс» в категории «драма».